# Rhaphuma albicolon
Rhaphuma albicolon là một loài bọ cánh cứng trong họ Cerambycidae.